# Borboropactus australis
Borboropactus australis es una especie de araña cangrejo del género Borboropactus, familia Thomisidae. Fue descrita científicamente por Reginald Frederick Lawrence en 1937.

## Distribución
Esta especie se encuentra en Sudáfrica.